# Mekrossla
Mekrossla är en by strax väster om Njutånger i Njutånger socken och Hudiksvalls kommun, Hälsingland. Konstnären John Sten kommer härifrån. Sven X:et Erixon har verkat när, bland annat en litografi, Interiör Mekrossla från 1953. Konstnären Stig Claesson känd under signaturen Slas vistades i Mekrossla sommaren 1964 tillsammans med sin fru Taki och sönerna Nils och Leif. Många målningar, teckningar och noveller tillkom under den långa sommaren. Senare skrev Stig Claesson en bok med namnet Nelly efter en häst från Mekrossla som tillhört bonden Tage Erlander. Huset som Stig Claessons familj lånade var John Stens födelsehus och tillhörde 1964 Sven X.et Erixson.